# Ban Hyo-jin
Ban Hyo-jin (kor. 반효진; * 20. September 2007 in Dong-gu) ist eine südkoreanische Sportschützin, die in der Disziplin 10 Meter Luftgewehr Olympiasiegerin bei den Olympischen Spielen 2024 in Paris wurde.

## Leben
Ban wuchs in Daegu auf, wo sie im Juli 2021 mit dem Schießsport begann, nachdem sie zuvor Taekwondo ausprobiert hatte.

## Erfolge
2023 nahm Ban an den Asien-Jugend-Sportschieß-Wettbewerben teil und holte mit dem Team die Silbermedaille. 2024 nahm sie an den koreanischen Qualifikations-Wettbewerben für die Olympischen Sommerspiele 2024 teil, wo sie Erfahrung bei Wettbewerben sammeln wollte. Überraschenderweise gewann Ban die Qualifikation und sicherte sich somit ihr Ticket für Olympia.
Ban Hyo-jin nahm als jüngstes Mitglied der südkoreanischen Mannschaft an den Olympischen Spielen 2024 in Paris teil, bei denen sie in zwei Konkurrenzen antrat. Im Einzel konnte sie mit 251,8 Punkten die Goldmedaille vor Huang Yuting aus China gewinnen, wobei beide Schützinnen punktgleich endeten. Im letzten Schuss holte die Südkoreanerin mit 10,4 Punkten den Sieg vor Huangs 10,3-Schuss. Ban schoss zuvor in der Qualifikationen einen neuen olympischen Rekord von 634,5. Im Mixed-Wettbewerb belegte sie mit Choe Dae-han den 12. Platz.